# Tu chính hiến pháp
Tu chính hiến pháp, hay diễn đạt nôm na là sửa đổi hiến pháp, là một sự thay đổi trong hiến pháp của một quốc gia hay của một bang (Ví dụ các tiểu bang của Mỹ). Trong các nền pháp lý có hiến pháp "cứng rắn" hay "vững chắc", các sửa đổi cần có một quy trình đặc biệt so với quy trình được dùng để ban hành luật thông thường. Văn kiện thể hiện điều này được gọi là tu chính án (amendment).

## Từ nguyên
Tu chính (修正) có nghĩa là "sửa lại cho đúng".

## Các quy trình sửa đổi hiến pháp

### Hiến pháp mềm dẻo
Một hiến pháp mềm dẻo là một hiến pháp có thể được tu chính (sửa đổi) bằng một hành động đơn giản của ngành lập pháp, giống như cách được dùng để thông qua các luật thông thường. Hiến pháp "không pháp điển hóa" của Vương quốc Anh gồm có một phần là các luật quan trọng và một phần là các tục lệ không thành văn. Các luật tạo nên hiến pháp Vương quốc Anh có thể được sửa đổi qua một hành động đơn giản của Quốc hội Vương quốc Anh. Các hội nghị hiến pháp của Vương quốc Anh (nơi các nghị quyết không thành văn được thảo luận) được triệu tập để tiến hóa về mặt tổ chức theo thời gian. Luật cơ bản của Israel (Hiến pháp Israel) có thể được tu chính một cách đơn giản tại Knesset (Quốc hội) của Israel.

### Đa số đặc biệt
Hiến pháp của đa số các quốc gia quy định rằng hiến pháp có thể được sửa đổi bởi quốc hội (nghị viện), nhưng với điều kiện là phải qua một cuộc biểu quyết với kết quả đa số. Thông thường là một đa số 2/3 tổng số phiếu bầu. Trong một quốc hội lưỡng viện, nó có thể cần phải có đa số thông qua tại cả hai viện lập pháp. Ngoài ra, nhiều hiến pháp đòi hỏi sự sửa đổi phải được số phiếu của một thiểu số "tuyệt đối" con số thành viên quốc hội hơn là chỉ đơn giản sự ủng hộ của các thành viên "hiện diện" tại một buổi họp của nghị viện. Ví dụ, Hiến pháp của Đức (Grundgesetz) có thể được sửa đổi với sự đồng thuận của một đa số 2/3 thành viên tại cả hạ viện và thượng viện. Hiến pháp của Brasil có thể được sửa đổi với sự đồng thuận của cả hai viện quốc hội với số phiếu đa số là 3/5. Một sự sửa đổi của Hiến pháp Úc đòi hỏi cả đa số cử tri toàn quốc và đa số cử tri tại đa số các tiểu bang. Điều đó có nghĩa là một sửa đổi phải được thông qua với đa số phiếu tại 4 trong 6 tiểu bang của Úc và cũng như đa số phiếu trên toàn quốc.

### Trưng cầu dân ý
Một số hiến pháp chỉ có thể được sửa đổi bằng sự ưng thuận trực tiếp toàn cử tri trong một cuộc trưng cầu dân ý. Tại một số quốc gia, một quyết định đưa một sửa đổi hiến pháp ra trưng cầu toàn cử tri trước tiên phải qua quốc hội. Tại các quốc gia khác, trưng cầu dân ý có thể được công dân đề xướng qua một thỉnh nguyện thư được ký bởi một tối thiểu con số cử tri có đăng ký đi bầu. Hiến pháp của Cộng hòa Ireland, Đan Mạch, Nhật Bản và Úc được tu chính qua cách phương pháp của một cuộc trưng cầu dân ý, đầu tiên phải được quốc hội đề nghị. Hiến pháp của Thụy Sĩ và của một số tiểu bang của Mỹ có thể được tu chính qua sự đề xướng của công dân.

### Đa số liên tiếp
Một số nền pháp lý đòi hỏi một tu chính án hiến pháp phải được ngành lập pháp chấp thuận vào hai dịp khác nhau trong khoảng thời gian của hai nhiệm kỳ liên tiếp và khác nhau, cùng với một cuộc tổng tuyển cử trong thời gian quá độ. Dưới một số các hiến pháp như vậy sẽ có một cuộc giải tán quốc hội và một cuộc tổng tuyển cử ngay lập tức vào thời gian mà một tu chính án được áp dụng lần đầu tiên. Ví dụ gồm có hiến pháp của Iceland, Đan Mạch, Hà Lan và Na Uy. Phương pháp này cũng rất phổ biến tại cấp bậc hành chính thấp hơn quốc gia, ví dụ như tiểu bang Wisconsin của Mỹ.

### Điều kiện cần thiết đặc biệt trong các liên bang
Một tu chính án của Hiến pháp Mỹ phải được thông qua bởi 3/4 tổng số các lập pháp tiểu bang hay hội thảo hiến pháp, đặc biệt được bầu lên tại mỗi tiểu bang trước khi nó có hiệu lực . Tại Canada các loại tu chính án khác nhau đòi hỏi một sự kết hợp khác nhau các chính quyền tỉnh bang để đại diện một tỷ lệ nào đó dân số quốc gia tán thành.

### Các hệ thống phức tạp
Trong thực tế, nhiều nền pháp lý kết hợp lại nhiều hơn một loại các quy trình tu chính thông thường. Ví dụ, Hiến pháp của Pháp có thể được tu chính bởi một trong hai cách sau: hoặc là bằng cách đa số đặc biệt hoặc là bằng một cuộc trưng cầu dân ý. Mặt khác, một tu chính án hiến pháp của tiểu bang Massachusetts đầu tiên phải được tán thành bởi đa số đặc biệt tại lập pháp trong thời gian hai nhiệm kỳ liên tiếp và rồi sau đó được đưa ra để trưng cầu dân ý.
Có một số hiến pháp quy định rằng các điều khoản khác nhau của chúng phải được tu chính trong những cách khác nhau. Đa số các điều khoản trong hiến pháp của Litva có thể được tu chính theo thể thức đa số đặc biệt tại quốc hội nhưng một sự thay đổi tình trạng quốc gia ví dụ như "cộng hòa dân chủ độc lập" thì phải được tán thành bởi 3/4 đa số trong một cuộc trưng cầu dân ý. Không như những điều khoản khác của nó, một cuộc trưng cầu dân ý bắt buộc phải có để tu chính một phần của hiến pháp Iceland nói về quan hệ của nhà thờ và nhà nước.

### Sửa đổi Hiến pháp tại Việt Nam
Theo Điều 120, cũng là điều cuối cùng trong Hiến pháp nước Cộng hòa xã hội chủ nghĩa Việt Nam năm 2013:
1. Chủ tịch nước, Ủy ban thường vụ Quốc hội, Chính phủ hoặc ít nhất một phần ba tổng số đại biểu Quốc hội có quyền đề nghị làm Hiến pháp, sửa đổi Hiến pháp. Quốc hội quyết định việc làm Hiến pháp, sửa đổi Hiến pháp khi có ít nhất hai phần ba tổng số đại biểu Quốc hội biểu quyết tán thành.
2. Quốc hội thành lập Ủy ban dự thảo Hiến pháp. Thành phần, số lượng thành viên, nhiệm vụ và quyền hạn của Ủy ban dự thảo Hiến pháp do Quốc hội quyết định theo đề nghị của Ủy ban thường vụ Quốc hội.
3. Ủy ban dự thảo Hiến pháp soạn thảo, tổ chức lấy ý kiến Nhân dân và trình Quốc hội dự thảo Hiến pháp.
4. Hiến pháp được thông qua khi có ít nhất hai phần ba tổng số đại biểu Quốc hội biểu quyết tán thành. Việc trưng cầu ý dân về Hiến pháp do Quốc hội quyết định.
5. Thời hạn công bố, thời điểm có hiệu lực của Hiến pháp do Quốc hội quyết định.

Sau khi bản Hiến pháp đầu tiên là Hiến pháp Việt Nam Dân chủ Cộng hòa năm 1946 được thông qua, Việt Nam đã có ít nhất 4 lần thông qua các bản Hiến pháp mới vào các năm 1959, 1980, 1992 và 2013; trong đó, Hiến pháp năm 1992 có một lần được sửa đổi, bổ sung được thông qua vào cuối năm 2001. Phiên bản tu chính năm 2001 hiện đã hết hiệu lực và bị thay thế khi Hiến pháp năm 2013 được thông qua và đi vào hiệu lực.